# Abigail Thaw
Abigail Thaw (London, 1965. október 1. –) brit színésznő.

## Élete
A londoni Royal Academy of Dramatic Art színiiskolában tanult.
2015 júliusa óta házastársa, régi élettársa, az angol-kanadai Nigel Whitmey, akit a drámaiskolában ismert meg. A párnak két lánya van. 

## Filmjei

### Mozi
| Év   | Magyar cím | Eredeti cím                      | Szerep       | Megjegyzések    |
| ---- | ---------- | -------------------------------- | ------------ | --------------- |
| 2000 |            | Trust                            | Caroline     | TV film         |
| 2005 |            | The Stepfather                   | DS Sullivan  | TV film         |
| 2009 |            | Tales of the Fourth Dimension    | Ann Hathaway | Direct-to-Video |
| 2014 |            | The Inbetweeners 2               | Shaman       |                 |
| 2015 |            | Caring for the Recently Deceased | Dr. James    | rövidfilm       |
| 2015 |            | Nipplejesus                      | Juliette     | rövidfilm       |
| 2017 |            | The Penny Dropped                | The Being    | rövidfilm       |

### Televízió
| Év      | Magyar cím              | Eredeti cím              | Szerep            | Megjegyzések                     |
| ------- | ----------------------- | ------------------------ | ----------------- | -------------------------------- |
| 1990    |                         | The Bill                 | Berne             | epizód: "Sufficient Evidence"    |
| 1995    |                         | Pie in the Sky           | DS Lorna Purvis   | epizód: "Brown Bread"            |
| 1997    |                         | Casualty                 | Aileen O'Donnell  | epizód: "Tall Tales"             |
| 1998    | A hiúság vására         | Vanity Fair              | Jane Osborne      | Mini-series, 3 epizód            |
| 1999    |                         | The Bill                 | Officer Dunsmore  | epizód: "Follow Through"         |
| 1999    |                         | Big Bad World            | Alice             | epizód: "Be Nice to Posh People" |
| 2000    |                         | Peak Practice            | Pam Lloyd         | epizód: "For Love of the Child"  |
| 2003    |                         | Doctors                  | Lois Campbell     | epizód: "Points of View"         |
| 2006    |                         | Casualty                 | Karen Whitear     | epizód: "Heads Together"         |
| 2008    |                         | Love Soup                | Phillipa          | epizód: "Dream Twister"          |
| 2009    | Kisvárosi gyilkosságok  | Midsomer Murders         | Annabel Johnson   | XII – 5. epizód: "Small Mercies" |
| 2009    | Agatha Christie: Poirot | Agatha Christie's Poirot | Rachel Waterhouse | 65. epizód: "Az órák"            |
| 2011    |                         | Doctors                  | Dr. Andrea Weller | epizód: "Lord Letherbridge"      |
| 2012-21 | Oxfordi gyilkosságok    | Endeavour                | Dorothea Frazil   | 25 epizód                        |
| 2013    | Fekete tükör            | Black Mirror             | Juliet            | 6. epizód: "A Waldo-pillanat"    |
| 2016    |                         | I Want My Wife Back      | Abbie             | Series regular, 6 epizód         |
| 2017    |                         | Doctors                  | Elizabeth Briscoe | epizód: "Field Fever"            |
| 2018    |                         | Casualty                 | Emma Mabbitt      | "epizód #32.36"                  |
| 2020    |                         | Housebound               | Annabel Monroe    | 3 epizód                         |
| 2021    |                         | The Nevers               | Mrs. Hundley      | 6. epizód: "True"                |

## Fordítás
- Ez a szócikk részben vagy egészben  az   Abigail Thaw című angol Wikipédia-szócikk fordításán alapul.  Az eredeti cikk szerkesztőit annak laptörténete sorolja fel. Ez a jelzés csupán a megfogalmazás eredetét és a szerzői jogokat jelzi, nem szolgál a cikkben szereplő információk forrásmegjelöléseként.